# Рудбоне (бахш)
Рудбоне (перс. رودبنه) — бахш в Ірані, в шагрестані Ляхіджан остану Ґілян. За даними перепису 2006 року, його населення становило 31203 особи, які проживали у складі 9309 сімей.

## Дегестани
До складу бахша входять такі дегестани:
- Рудбоне
- Шірджу-Пошт